# Evergestis pallidata
Evergestis pallidata ist ein Schmetterling aus der Familie der Crambidae. Die Art ist in Europa, Nordasien und Nordamerika weit verbreitet.

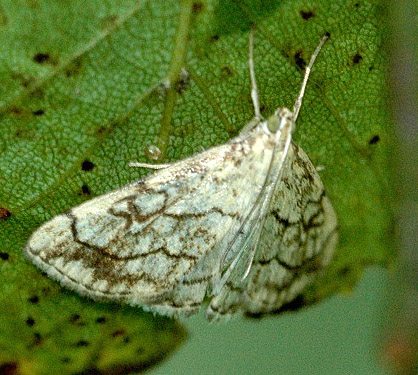
Evergestis pallidata

## Merkmale
Die Falter erreichen eine Flügelspannweite von 24 bis 26 Millimetern. Die Grundfarbe der Vorderflügel ist ein glänzendes Gelb mit braunroten Querlinien, Stigmata und Adern, die ein Netzmuster erzeugen. Die Hinterflügel sind schillernd weiß mit einigen, unvollständigen braunen Linien.

### Ähnliche Arten
- Evergestis politalis (Denis & Schiffermüller, 1775)
- Evergestis dumerlei Leraut, 2003

## Lebensweise
Die Falter fliegen in einer Generation von Juli bis September. Die Eier werden an der Unterseite der Raupenfutterpflanzen, meist nahe der Mittelrippe abgelegt. Nachgewiesene Futterpflanzen der oligophagen Raupen sind Rauken (Sisymbrium), Winterkresse (Barbarea), Diplotaxis, Schaumkräuter (Cardamine), Kohl (Brassica), Löffelkräuter (Cochlearia) und Ackersenf (Sinapis arvensis). Die Raupen fressen zuerst an der Mittelrippe, später werden Löcher in die Blätter gemacht. Sie überwintern in einem Kokon in der Erde und verpuppen sich dann im Mai und Juni. Die Falter fliegen auch am Tag, häufiger aber in der Nacht. Sie werden vom künstlichen Licht angezogen.

## Vorkommen
Die ursprünglich paläarktische Art ist heute in Europa, Nordasien bis ins südliche Sibirien sowie Nordamerika (eingeschleppt aus Europa) weit verbreitet. Sie kommt an frischen und/oder sumpfigen Waldlichtungen und -rändern vor.